# سيلفيان هوير
سيلفيان هوير (بالفرنسية: Sylvain Hoyer)‏ هو راكب الكنو فرنسي، ولد في 17 أغسطس 1969.